# Marie Wernicke
Marie Wernicke (* 19. Juli 1850 in Thorn, Westpreußen, Königreich Preußen; † 1915) war eine deutsche Schulleiterin und Schriftstellerin in Berlin. 

## Leben
Der Vater war Gymnasialprofessor in Thorn. Dort besuchte Marie die höhere Töchterschule. Nach der Pensionierung des Vaters zog die Familie nach Berlin. In Posen absolvierte Marie Wernicke das Lehrerinnen-Seminar der Luisenschule. Ab 1869 war sie als Lehrerin in Berlin, danach kurz in Schlesien tätig.
Anschließend machte sie einen Abschluss zur Schulleiterin am Seminar der Augusta-Schule in Berlin. Seit 1875 leitete  Marie Wernicke die Höhere Töchterschule der Dreifaltigkeitskirche. 1876 veröffentlichte sie ihren ersten Gedichtband, woraufhin ihr weitere schriftstellerische Veröffentlichungen von der Schulbehörde untersagt wurden. 1881 beendete sie diese Schulleiterinnentätigkeit.
1885 gründete Marie Wernicke eine eigene Höhere Töchterschule im Prenzlauer Berg in der Weißenburger Straße 30 (jetzt Kollwitzstraße). 1896 gründete sie den Deutschen Schriftstellerinnenbund als ersten Verband von Autorinnen im Deutschen Reich und wurde dessen Vorsitzende. 1898 gründete sie stattdessen eine  Freie Vereinigung deutscher Schriftstellerinnen, deren Vorsitzende sie wurde. Für diesen nahm sie an verschiedenen internationalen Kongressen in Italien, Frankreich, Dänemark und Deutschland teil. 1906 gab sie die Leitung ihrer Töchterschule in Berlin und um 1913 die Leitung der Schriftstellerinnenvereinigung auf.

## Publikationen
Marie Wernicke veröffentlichte mehrere Bände mit Gedichten, Novellen und Theaterstücken.
- Gouvernantenlieder, 1878
- Dramatische und epische Dichtungen, 1893
- Der Stein der Weisen oder Nikolaus Flamel, Roman, 1894
- Die weiße Frau, historische Erzählung, 1896, Jugendbuch
- Der letzte Kampf, historisches Drama, 1896
- Des Volkes Ende, historisches Schauspiel, das in die Deutsch-Ordenszeit führt, 1897
- Luise Brachmann, Schauspiel, 1898, neu bearbeitet 1911
- Poesie und Prosa, 1904
- Café Mottl, Lustspiel, 1914

als Herausgeberin
- Mosaik, 2 Bände, 1909, 1913, Texte der Freien Vereinigung deutscher Schriftstellerinnen